# Praise My Day
 Prayse My Day  è il settimo album in studio di Perseo Miranda, pubblicato nel dicembre 2009 dalla Erga edizioni.
.

## Il disco
L'album contiene dieci tracce ed è stato registrato nel giugno del 2009 presso i ‘'Music Art Studios'’.

È il primo disco di Miranda prodotto dalla Erga Edizioni.

I testi di Praise my day, apparentemente senza un filo conduttore, sono una sequenza di flash ed immagini che hanno uno stesso denominatore comune: l'esplorazione all'interno della propria coscienza. Un viaggio interiore dell'autore stesso, proposto non in modo cronologico come vuole la nostra cultura occidentale ma rifacendosi al concetto di tempo circolare come si concepisce in oriente. Un insieme di vissuti estremamente personali che inevitabilmente vengono rappresentati da frasi che appaiono oscure, cifrate, criptiche e quindi di non facile comprensione. Anche perché in questo album non c'è nulla da capire, ma solo da “sentire”.

## Tracce
1. Praise My Day part 1
2. Praise My Day part 2
3. In This World part I part 1
4. In This World part II – (strumentale)
5. Class of Words
6. Shock Arms
7. Praise My Day part 3
8. Praise My Day part4
9. Load